# Kerk van Noorwegen
De Kerk van Noorwegen (Bokmål: Den norske kirke, Nynorsk: Den norske kyrkja) is een evangelisch-luthers kerkgenootschap in Noorwegen. Ze was van 1537 tot 2012 de staatskerk van Noorwegen, met aan het hoofd de Noorse koning. De Kerk van Noorwegen telt 3.991.545 gedoopte leden.

## Indeling
De organisatie van de Kerk van Noorwegen is episcopaals en telt elf bisdommen, 106 dekenaten en 1284 parochies. De Noorse kerk heeft ongeveer 1600 kerkgebouwen.
| Bisdom                   | zetels            | bisschop                  |
| ------------------------ | ----------------- | ------------------------- |
| Bisdom Nidaros           | Trondheim         | Herborg Finnset           |
| Bisdom Bjørgvin          | Bergen            | Halvor Nordhaug           |
| Bisdom Oslo              | Oslo              | Kari Veiteberg            |
| Bisdom Stavanger         | Stavanger         | Anne Lise Ådnøy           |
| Bisdom Hamar             | Hamar             | Solveig Fiske             |
| Bisdom Hålogaland        | Alstahaug, Tromsø | gesplitst in 1952         |
| Bisdom Nord-Hålogaland   | Tromsø            | Olav Øygard               |
| Bisdom Sør-Hålogaland    | Bodø              | Ann-Helen Fjelstad Jusnes |
| Bisdom Agder og Telemark | Kristiansand      | Stein Reinertsen          |
| Bisdom Tunsberg          | Tønsberg          | Jan Otto Myrseth          |
| Bisdom Borg              | Frederikstad      | Atle Sommerfeldt          |
| Bisdom Møre              | Molde             | Ingeborg Midttømme        |

De Evangelisch-Lutherse bisdommen van Noorwegen

Het hoogste orgaan van de Kerk van Noorwegen is de Generale Synode, welke jaarlijks samenkomt. De Generale Synode telt 87 leden. Ieder bisdom zendt zeven of acht afgevaardigden naar de synode. De meeste leden van de synode zijn geestelijken, maar er zijn ook leken lid.
Naast een synode kent de Kerk van Noorwegen een bisschoppenconferentie die driemaal per jaar samenkomt.

## Geschiedenis

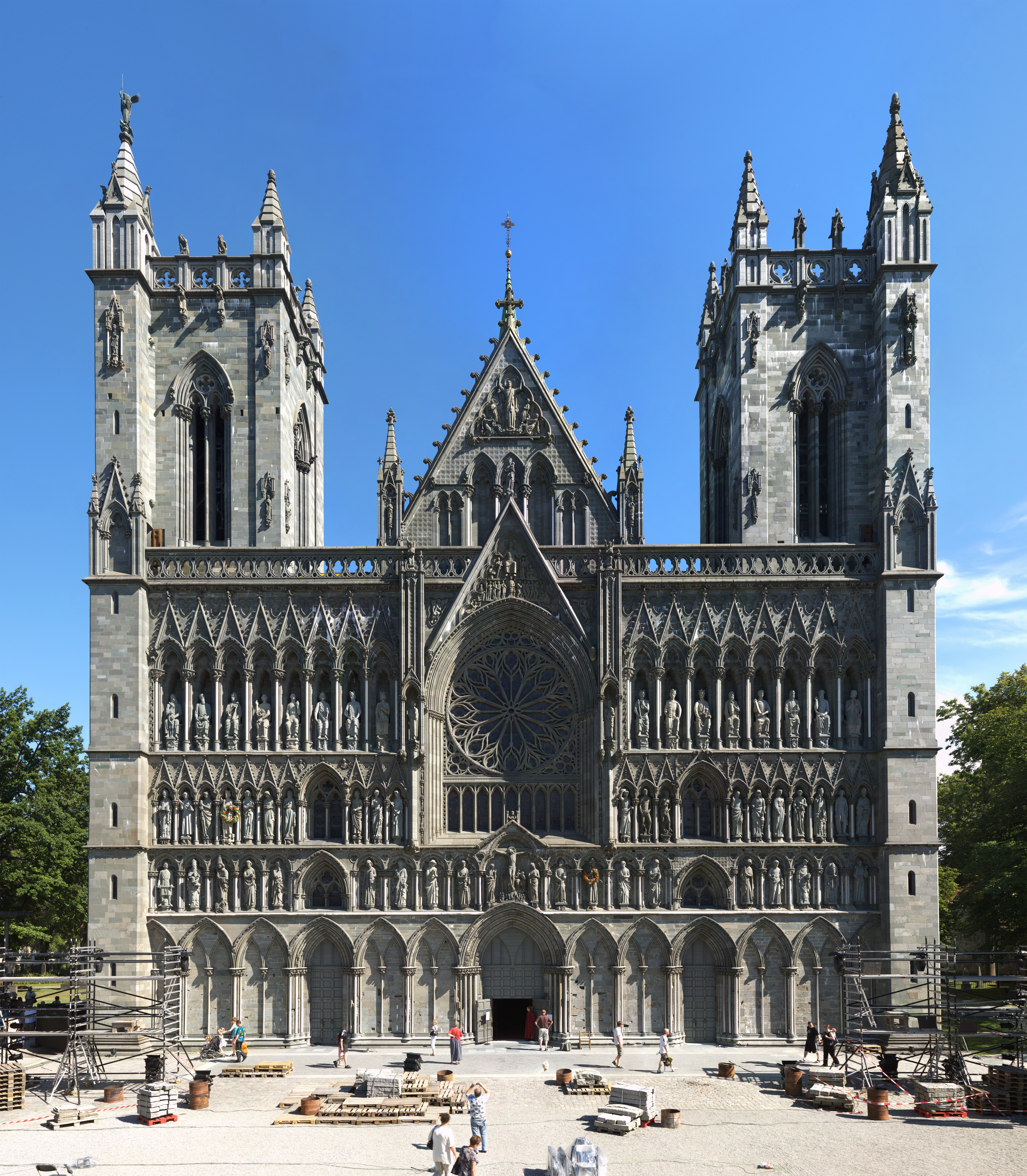
Nidarosdom in Trondheim, de hoofdkerk van Noorwegen

Het christendom kreeg in de negende eeuw vaste voet in Noorwegen. De eerste missionarissen waren voornamelijk afkomstig van de Britse eilanden. Enkele vrome vorsten begunstigden de missie-activiteiten. In 1537 brak de Noorse Kerk met Rome en werd het Lutherse protestantisme per koninklijk decreet als staatsgodsdienst ingevoerd. De aartsbisschop van Noorwegen, Olav Engelbrektsson (c. 1480-1538) werd verbannen naar de Nederlanden (Lier) en koning Christiaan III van Denemarken en Noorwegen werd het formele hoofd van de Noorse Kerk. Katholieke priesters werden vervolgd en kloosters werden gesloten. Alle kerkelijke goederen werden genaast en werden eigendom van de koning. Bisschoppen (enige tijd superintendanten genoemd) werden in het vervolg door de koning benoemd. Bij de introductie van het absolutisme in 1660 werden de geestelijken ambtenaren en werden hun salarissen door de staat betaald. Kerkelijke zaken en aangelegenheden werden echter aan de bisschoppen gelaten. In 1814 werd de Noorse Kerk losgekoppeld van de Deense Volkskerk omdat de personele unie tussen Denemarken en Noorwegen werd beëindigd. Binnen de Verenigde Koninkrijken van Zweden en Noorwegen (1814-1905) bleef de Noorse Kerk zelfstandig. De Noorse Grondwet van 1814 bevestigde de Kerk van Noorwegen als staatskerk.
In de 17e en 18e eeuw namen piëtistische invloeden in de Noorse Kerk toe. De bekendste Noorse piëtist was Hans Nielsen Hauge (1771-1824), een lekenpredikant. De Haugeaanse beweging richtte zich vooral op de spirituele kant van het Lutheranisme. Aanvankelijk werden de Haugeanen van overheidswege (zowel de burgerlijke als de kerkelijke overheden) tegengewerkt. Veel Haugeaanse Lutheranen emigreerden in de negentiende eeuw naar de Verenigde Staten waar het Haugeaanse Lutheranisme een factor van betekenis werd binnen het Amerikaanse Lutheranisme. In 1842 werden lekenbewegingen binnen de Noorse Staatskerk geaccepteerd. Dankzij het piëtisme kregen ook missieactiviteiten een nieuwe impuls. In de negentiende eeuw werden het Noorse Missie Genootschap en de Noorse Lutherse Missie opgericht.
Nadat Noorwegen in 1905 onafhankelijk werd van Zweden bleef de Kerk van Noorwegen de officiële staatskerk.  Tegelijkertijd genoten andere kerkgenootschappen en religies in Noorwegen volledige godsdienstvrijheid.
Tijdens de Tweede Wereldoorlog weigerden veel priesters samen te werken met de Nazi-regering van Vidkun Quisling. De bisschoppen en de overgrote meerderheid van de geestelijken distantieerden zich met Pasen 1942 volledig van het regime en weigerden zich nog langer te zien als ambtenaren. De kerkleiding, waaronder de bisschop van Oslo Eivind Berggrav, en veel geestelijken werden daarop door de Duitse bezetter gevangengenomen.
Na de Tweede Wereldoorlog werd de Kerk van Noorwegen weer staatskerk. Na de oorlog trad er een merkbare liberalisatie op binnen de Kerk. Tot dan toe werd het kerkelijk leven beheerst door geestelijken, maar na de oorlog werden de structuren van de Kerk zo hervormd, dat de participatie van leken binnen de Kerk toenam. In 1999 tekende de Kerk van Noorwegen als lid van de Lutherse Wereldfederatie een gezamenlijke verklaring over de doctrine van de Rechtvaardiging met de Katholieke Kerk. In 1994 tekende de Noorse Kerk de verklaring van de Porvoo Gemeenschap en sindsdien kent de Kerk een open communie met de Angelicaanse kerken, de Oud-Katholieke Kerk en andere Lutherse kerkgenootschappen.

## Doctrine
De eerste Bijbel in het Noors verscheen pas in 1814, voor die tijd werden uitsluitend bijbels in het Deens gebruikt. In 1816 werd het Noorse Bijbelgenootschap opgericht die de Bijbel vertaalde in zowel het Noors als het Bokmål. De Noorse Bijbel telt 66 boeken. De Noorse Kerk kent geen vastgestelde canon, dus ook de apocriefe boeken worden afgedrukt in de bijbels.
De Bijbel is het Woord van God, daarnaast kent de Noorse Kerk een zekere status toe aan de drie oecumenische geloofsbelijdenissen en een aantal Lutherse belijdenisgeschriften:
- De oecumenische geloofsbelijdenissen:
  - Apostolicum
  - Geloofsbelijdenis van Nicea-Constantinopel
  - Geloofsbelijdenis van Athanasius
- De Lutherse belijdenisgeschriften:
  - Confessio Augustana
  - Kleine Catechismus van Luther

De liturgie van de Kerk van Noorwegen is typisch Luthers en lijkt sterk op die van de Katholieke Kerk. De dienst is, met uitzondering van het Kyrie Eleison en een aantal hymnes, in de landstaal. De Eucharistie wordt bijna iedere zondag gevierd.
De Doop en de Eucharistie zijn de twee sacramenten.

## Ethiek

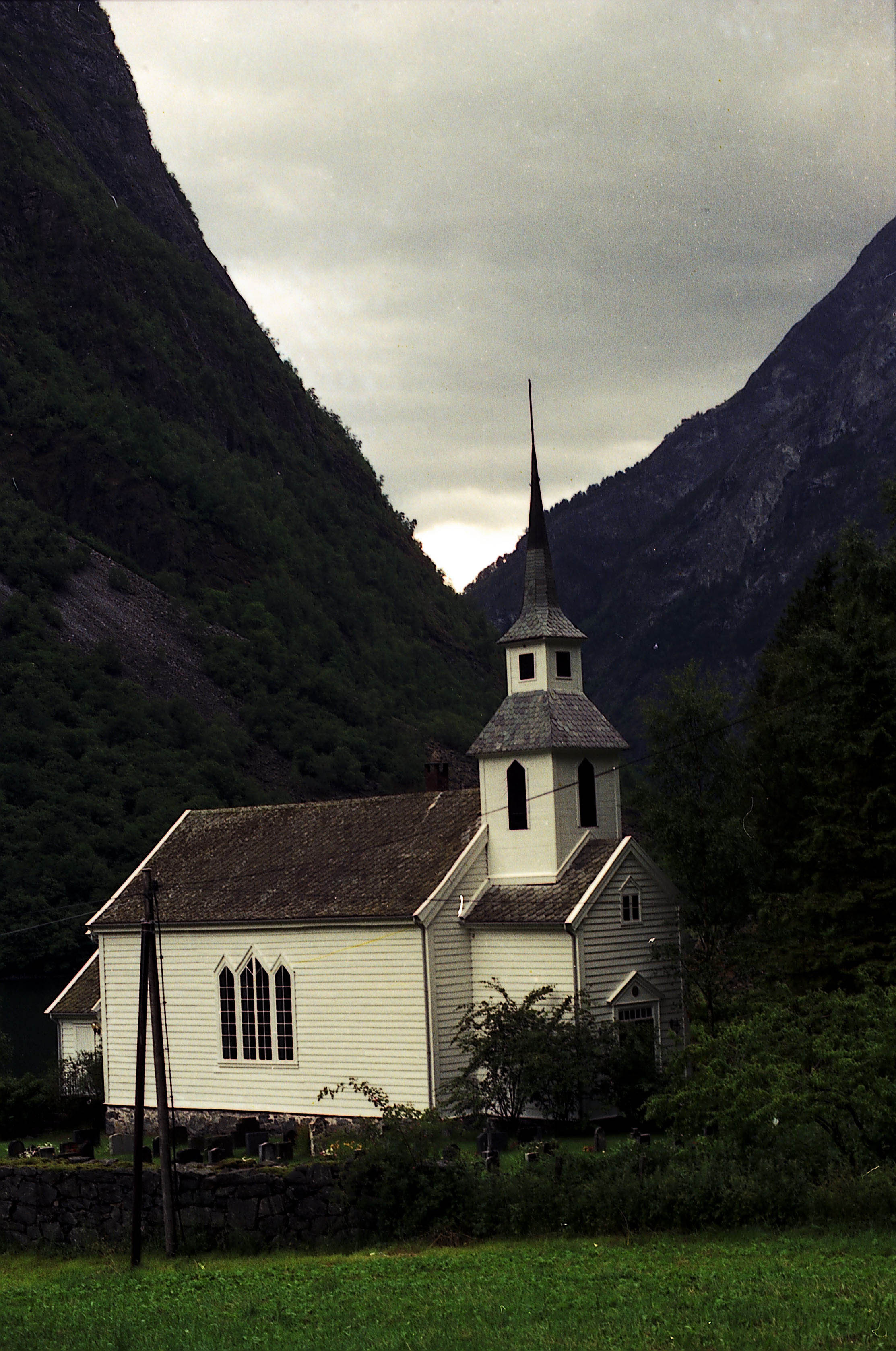
Bakka kirke in Aurland, Sogn

- Vrouwelijke geestelijken. Er bestaan geen belemmeringen voor vrouwen in het ambt, wel is er een minderheid van de geestelijkheid tegen vrouwelijke geestelijken. 20,6% van de geestelijken is vrouw.
- Homoseksuele priesters. In 2007 besloot de Synode dat relaties van homoseksuele priesters door medegeestelijken kunnen worden ingezegend. Tegelijkertijd sprak een meerderheid van de leden van de Synode zich uit tegen het homohuwelijk.
- Homohuwelijk. In 2017 stemde de synodevergadering voor de invoering van het homohuwelijk. Gelovige partners van hetzelfde geslacht kunnen trouwen in een kerk naar keuze, al kunnen de geestelijken niet verplicht worden een homohuwelijk te voltrekken.[3]

## Zeemanskerken

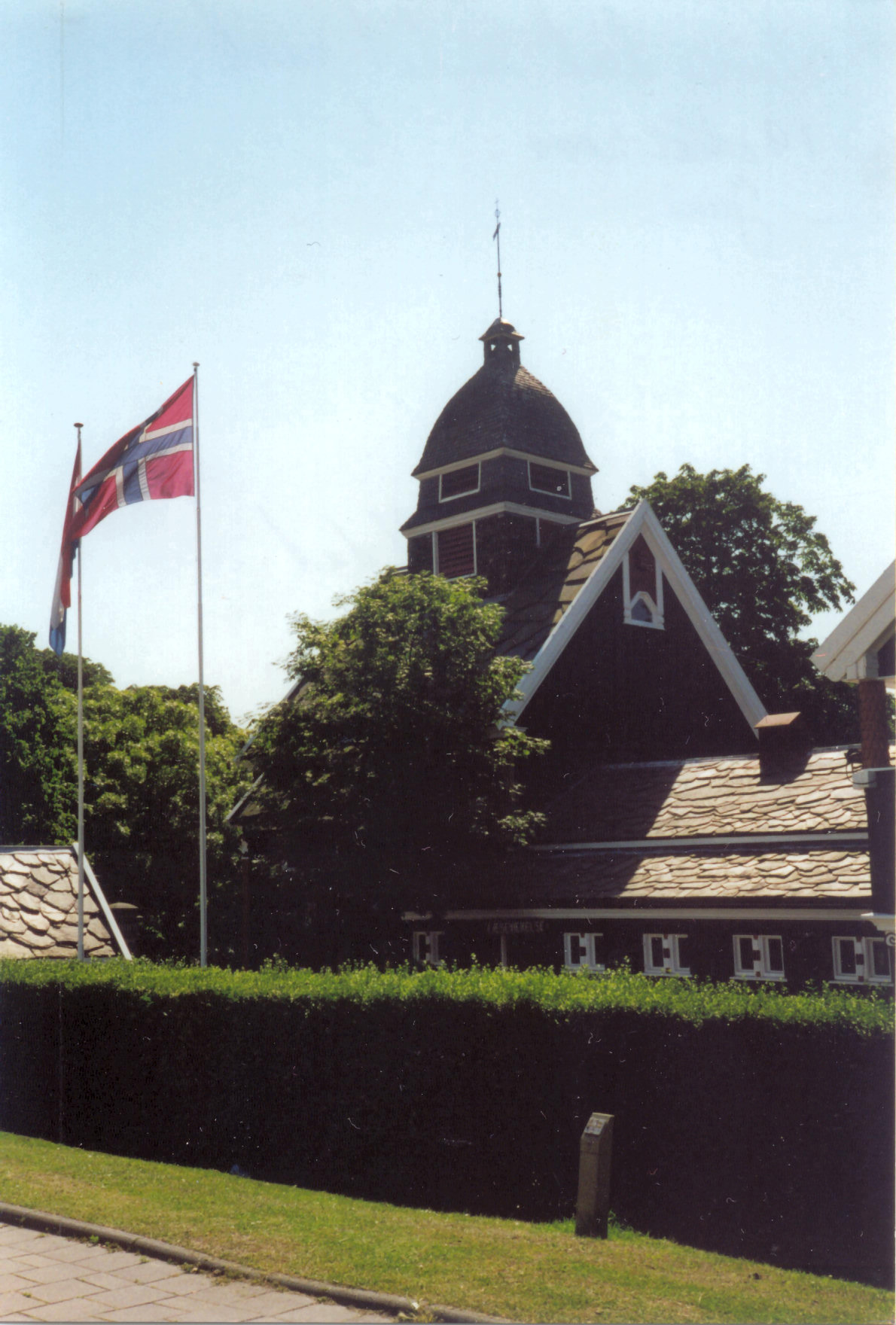
Noorse Zeemanskerk te Rotterdam

De Noorse Kerk heeft een uitgebreid netwerk van zeemanskerken. In totaal in 32 havenplaatsen staat een dergelijke kerk. De buitenlandse kerken vallen onder het Bisdom Bjørgvin in Bergen
In Rotterdam bevindt zich sinds 1914 een Noorse Zeemanskerk aan de Westzeedijk. Het kerkje werd tijdens de Tweede Wereldoorlog verwoest. In 1948 werd de kerk in oude stijl herbouwd. Ook Antwerpen heeft een Noorse Zeemanskerk.